# Consigny
Cet article concerne la commune française. Pour les autres significations, voir Consigny (homonymie).
Consigny est une commune française située dans le département de la Haute-Marne, en région Grand Est.

## Géographie
| Ecot-la-Combe       |          | Clinchamp |
| Bourdons-sur-Rognon | Consigny | Ozières   |
| Forcey              |          | Millières |

### Hydrographie
La commune est dans la région hydrographique « la Seine de sa source au confluent de l'Oise (exclu) » au sein du bassin Seine-Normandie. Elle est drainée par la Sueurre et le ruisseau de la Bosse,.
La Sueurre, d'une longueur de 29 km, prend sa source dans la commune de Longchamp et se jette  dans le Rognon à Vignes-la-Côte, après avoir traversé huit communes. 

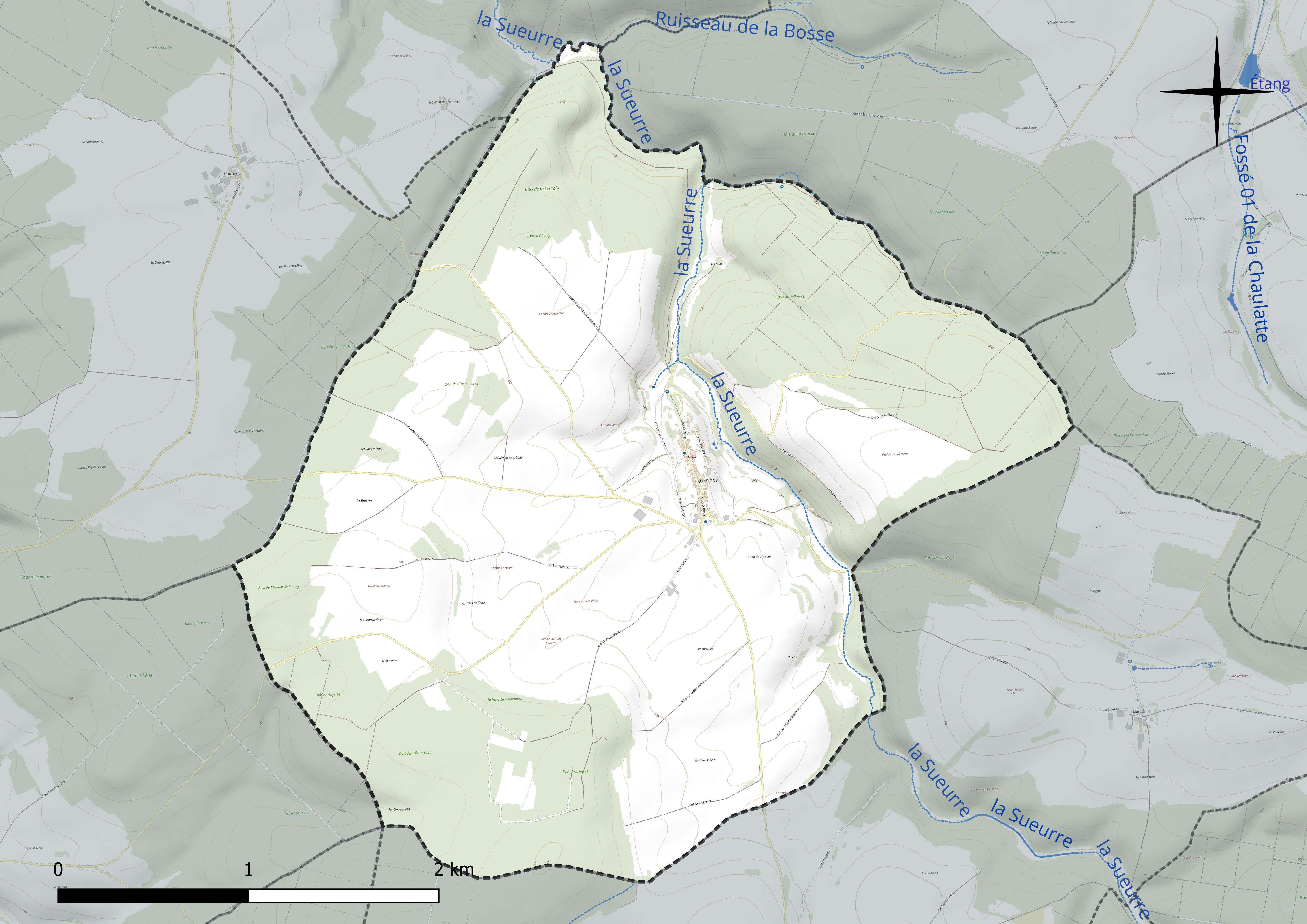
Réseau hydrographique de Consigny.

### Climat
Pour des articles plus généraux, voir Climat du Grand Est et Climat de la Haute-Marne.
En 2010, le climat de la commune est de type climat de montagne, selon une étude du Centre national de la recherche scientifique s'appuyant sur une série de données couvrant la période 1971-2000. En 2020, Météo-France publie une typologie des climats de la France métropolitaine dans laquelle la commune est exposée à un climat océanique altéré et est dans la région climatique  Lorraine, plateau de Langres, Morvan, caractérisée par un hiver rude (1,5 °C), des vents modérés et des brouillards fréquents en automne et hiver. 
Pour la période 1971-2000, la température annuelle moyenne est de 9,4 °C, avec une amplitude thermique annuelle de 16,6 °C. Le cumul annuel moyen de précipitations est de 1 013 mm, avec 13,7 jours de précipitations en janvier et 9,5 jours en juillet. Pour la période 1991-2020, la température moyenne annuelle observée sur la station météorologique de Météo-France la plus proche, « Bourdons_sapc », sur la commune de Bourdons-sur-Rognon à 5 km à vol d'oiseau, est de 10,0 °C et le cumul annuel moyen de précipitations est de 1 011,1 mm. 
La température maximale relevée sur cette station est de 40,1 °C, atteinte le 25 juillet 2019 ; la température minimale est de −22,1 °C, atteinte le 20 décembre 2009,,. 
Les paramètres climatiques de la commune ont été estimés pour le milieu du siècle (2041-2070) selon différents scénarios d'émission de gaz à effet de serre à partir des nouvelles projections climatiques de référence DRIAS-2020. Ils sont consultables sur un site dédié publié par Météo-France en novembre 2022.

## Urbanisme

### Typologie
Au 1er janvier 2024, Consigny est catégorisée commune rurale à habitat dispersé, selon la nouvelle grille communale de densité à sept niveaux définie par l'Insee en 2022.
Elle est située hors unité urbaine. Par ailleurs la commune fait partie de l'aire d'attraction de Chaumont, dont elle est une commune de la couronne,. Cette aire, qui regroupe 112 communes, est catégorisée dans les aires de 50 000 à moins de 200 000 habitants,.

### Occupation des sols
L'occupation des sols de la commune, telle qu'elle ressort de la base de données européenne d’occupation biophysique des sols Corine Land Cover (CLC), est marquée par l'importance des territoires agricoles (55,3 % en 2018), une proportion identique à celle de 1990 (55,3 %). La répartition détaillée en 2018 est la suivante : 
forêts (44,7 %), terres arables (41,5 %), prairies (13,8 %). L'évolution de l’occupation des sols de la commune et de ses infrastructures peut être observée sur les différentes représentations cartographiques du territoire : la carte de Cassini (XVIIIe siècle), la carte d'état-major (1820-1866) et les cartes ou photos aériennes de l'IGN pour la période actuelle (1950 à aujourd'hui).

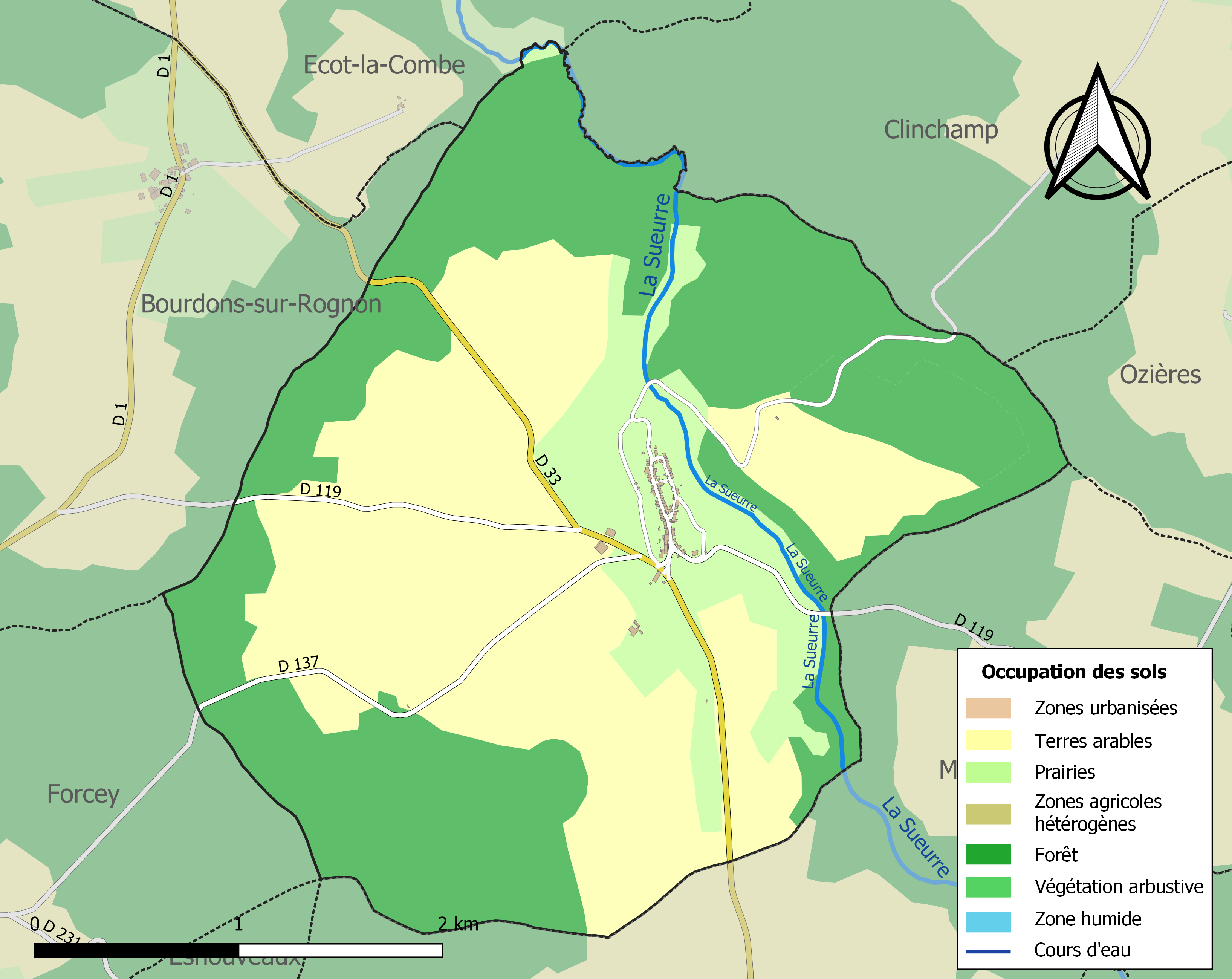
Carte des infrastructures et de l'occupation des sols de la commune en 2018 (CLC).

## Toponymie
Le nom de la localité est attesté sous les formes Consignés (1245) ; Consigneis, Conseigneis, Consaigneis (1252) ; Consigneium (1256-1270) ; Cocignis, Cocignies (1276-78) ; Consignées (XIVe siècle) ; Consigneex (1412) ; Conseignies (1443) ; Concigneix (1539) ; Consigny (1684) ; Consigney (1732).

Selon Jean Tosti, « le toponyme apparaît sous la forme Consignés en 1245 (Consigneis en 1252). Ce pourrait être le participe passé du verbe consigner (en ancien français : « ( terrains ) délimités par des bornes ») », qui désigne le fait de fixer des limites d'entités physiques visibles telles que des bois ou des marais, et à des limites d'espaces familiers. Le toponyme apparaît sous la forme Consigney dans la Nièvre.

## Histoire
Une voie romaine, dite le Haut Chemin, empruntait une partie du territoire où le village fut construit. Elle suivait la direction SO-NE. Des traces en sont encore visibles.
La première mention faite du village, en 1258, l'est dans un acte de l'abbaye de la Crête ; il est appelé Consignees (peut-être de « consigner : délimiter, borner »). On peut logiquement en déduire qu'il fut construit un peu avant cette date.
Les terres, bois et prés où fut construit le village appartenaient à Simon, seigneur de Clefmont. La seigneurie était la propriété de la « Maison de Choiseul ». « Les Choiseul » faisaient partie des puissantes dynasties féodales de l'époque (avec Vignory, Joinville, Reynel, Bar). Simon, seigneur de Clefmont, se désista de ses prétentions sur les terres où Consigny vit le jour en faveur de l'abbaye de la Crête, un peu avant 1258. Ces moines cisterciens apportèrent beaucoup, un peu partout, ils furent « les défricheurs de l'Europe », mais ils étaient aussi bâtisseurs. Ce sont eux qui érigèrent la chapelle, dédiée à saint Pierre, autour de laquelle le village se construisit.
Consigny appartenait à la généralité de Champagne, à l'élection et au bailliage de Chaumont. Il dépendait par ailleurs, de la maison royale de Bourdons.
Le village, comme beaucoup d'autres alentour, fut incendié pendant la guerre de Trente Ans (XVIIe). Vraisemblablement en 1636, par les Suédois, comme les villages voisins ayant subi le même sort (notamment Andelot, le chef-lieu de canton).
La réunion de la Lorraine à la France en 1738 ôte définitivement au territoire haut-marnais son état de pays frontière ; il retrouve du même coup une certaine sécurité. En fait, 1738 est la date de cession du duché à Stanislas, la Lorraine n'est vraiment française qu'à sa mort en 1766.

## Politique et administration
| Période                                  | Période  | Identité             | Étiquette | Qualité |
| ---------------------------------------- | -------- | -------------------- | --------- | ------- |
|                                          |          | Auguste Boucheseiche |           |         |
|                                          |          | Georges Hurel        |           |         |
|                                          |          | Paul Chaffaut        |           |         |
|                                          |          | Robert Janny         |           |         |
| 2007                                     | En cours | Didier Petit         |           |         |
| Les données manquantes sont à compléter. |          |                      |           |         |

## Population et société

### Démographie

#### Évolution démographique
L'évolution du nombre d'habitants est connue à travers les recensements de la population effectués dans la commune depuis 1793. Pour les communes de moins de 10 000 habitants, une enquête de recensement portant sur toute la population est réalisée tous les cinq ans, les populations de référence des années intermédiaires étant quant à elles estimées par interpolation ou extrapolation. Pour la commune, le premier recensement exhaustif entrant dans le cadre du nouveau dispositif a été réalisé en 2007.

En 2022, la commune comptait 77 habitants, en évolution de +13,24 % par rapport à 2016 (Haute-Marne : −4,62 %, France hors Mayotte : +2,11 %).
| 1793 | 1800 | 1806 | 1821 | 1831 | 1836 | 1841 | 1846 | 1851 |
| ---- | ---- | ---- | ---- | ---- | ---- | ---- | ---- | ---- |
| 340  | 277  | 295  | 293  | 320  | 335  | 338  | 338  | 342  |

| 1856 | 1861 | 1866 | 1872 | 1876 | 1881 | 1886 | 1891 | 1896 |
| ---- | ---- | ---- | ---- | ---- | ---- | ---- | ---- | ---- |
| 341  | 327  | 314  | 294  | 299  | 306  | 294  | 295  | 261  |

| 1901 | 1906 | 1911 | 1921 | 1926 | 1931 | 1936 | 1946 | 1954 |
| ---- | ---- | ---- | ---- | ---- | ---- | ---- | ---- | ---- |
| 239  | 246  | 247  | 195  | 182  | 154  | 136  | 158  | 152  |

| 1962 | 1968 | 1975 | 1982 | 1990 | 1999 | 2006 | 2007 | 2012 |
| ---- | ---- | ---- | ---- | ---- | ---- | ---- | ---- | ---- |
| 125  | 116  | 90   | 86   | 71   | 76   | 72   | 71   | 67   |

| 2017 | 2022 | - | - | - | - | - | - | - |
| ---- | ---- | - | - | - | - | - | - | - |
| 69   | 77   | - | - | - | - | - | - | - |

## Lieux et monuments
- Une chapelle romane du XIIIe siècle bâtie par les moines cisterciens de l'abbaye de la Crête, elle est classée en 1925[24].
- Église Saint-Pierre, construite au XIXe siècle.

## Personnalités liées à la commune
- Famille Consigny.
  - Le livre de récits de chasse du Marquis de Foudras Les Hommes des bois inclut une nouvelle intitulée Le curé de Consigny.